# Mierlose Zwarte
De Mierlose Zwarte (ook: Udense Zwarte) is een kersenras. Het is een handkers, die vooral in pannenkoeken (kirzestreuf) wordt gebruikt. 

## Geschiedenis
Omstreeks 1900 ontstond dit ras nabij Mierlo, maar de ontstaansgeschiedenis ervan is onduidelijk. Vooral in de omgeving van Mierlo gedijde dit ras goed, vanwege de bodemgesteldheid aldaar. In 1910 werd de veilingvereniging "De Kersenboomgaard" gesticht. De kersen werden verhandeld op de in 1918 opgerichte veiling, die eveneens "De Kerseboom" heette. Deze veiling bestaat nog steeds en is gevestigd aan Loeswijk 41. 
In 1948 werd, door de Zangvereniging "Sint-Lucia", het eerste Kersenoogstfeest georganiseerd. Hierbij werd ook een "Kersenkoningin" gekozen, en het geheel werd ondergebracht in de Stichting "De Mierlose Kers". Dit gebeuren groeide uit en werd verrijkt door een optocht met praalwagens.
Een ruilverkaveling maakte echter een einde aan dit alles: De grondwaterstand veranderde en vele bomen stierven. De reden voor het verdwijnen van de teelt had daarnaast te maken met het feit dat de kersenbomen erg groot waren en het oogsten arbeidsintensief en dus duur. Kersen werden daarom sinds 1959 niet meer geveild. In 1971 vond het laatste Kersenoogstfeest plaats.

## Heden
Er bleef in Mierlo nog één kersenboomgaard bestaan, die 150 bomen telt waarvan 80 Mierlose Zwarte. Deze staat sinds 1979 bekend onder de naam "De Kersenboerderij". Het betreft 50 oude bomen en 30 jongere, geënte exemplaren. Ook andere rassen worden er geteeld. Verspreid in Mierlo vindt men nog enkele bomen van de Mierlose Zwarte.
In 2009 begon een lokale teler, onder de naam Kersengaerd Huijbers met een nieuwe boomgaard. Hier staan inmiddels ruim 400 bomen met kersen van  het oude ras: 'de Mierlose Zwarte'. Het betreft een laagstam-boomgaard met overkapping waarin de kersen beter te beschermen zijn tegen vogels en weersinvloeden. Ook zijn de kersen gemakkelijker te oogsten. 
Naast het oude dorpsras, worden hier ook de nieuwe rassen geteeld, zoals 'Kordia', 'Merchant, en 'Regina'. Deze nieuwe rassen worden sinds 2011 aan de veiling geleverd.
De episode van de Mierlose kersenteelt leeft voort in diverse namen van carnavalsverenigingen ("De kersepitten", "De spruwwejagers", naar de vogels die het op de kersen gemunt hebben en o.a. door zgn. kanonschoten worden verjaagd) en "De stillekes"= de steeltjes van de kers, voor de kindercarnavalsvereniging), muziekgezelschappen ("De Kersenlanders"), enzovoorts. In 2004 nog liet de plaatselijke carnavalsvereniging een reuzen-kersenpannenkoek met een doorsnede van 6 meter vervaardigen.